# امحبس

تعديل مصدري - تعديل

امحبس هي إحدى قرى عزلة جيشان بمديرية جيشان التابعة لمحافظة أبين، بلغ تعداد سكانها 115 نسمة حسب تعداد اليمن لعام 2004.